# Stanisław Radkowski
Stanisław Radkowski – polski inżynier, dr hab. nauk technicznych, profesor Instytutu Pojazdów i Maszyn Roboczych Wydziału Samochodów i Maszyn Roboczych Politechniki Warszawskiej.

## Życiorys
W 1973 ukończył studia mechaniczne w Politechnice Warszawskiej. Obronił pracę doktorską, 26 lutego 1996 habilitował się na podstawie pracy zatytułowanej Diagnozowanie powstawania uszkodzeń na podstawie niskoenergetycznych składowych sygnału wibroakustycznego. 9 grudnia 2002 nadano mu tytuł profesora w zakresie nauk technicznych. Pracował w Szkole Wyższej Warszawskiej.
Był profesorem zwyczajnym w Instytucie Pojazdów na Wydziale Samochodów i Maszyn Roboczych Politechniki Warszawskiej, prezesem Polskiego Towarzystwa Diagnostyki Technicznej, członkiem prezydium Komitetu Budowy Maszyn na IV Wydziale - Nauk Technicznych Polskiej Akademii Nauk, dyrektorem w Instytucie Pojazdów i dziekanem na Wydziale Samochodów i Maszyn Roboczych Politechniki Warszawskiej.
Jest profesorem Instytutu Pojazdów i Maszyn Roboczych Wydziału Samochodów i Maszyn Roboczych Politechniki Warszawskiej.